# روبرت فيرنون ديني
روبرت فيرنون ديني هو محامي وقاضي وضابط وسياسي أمريكي، ولد في 11 أبريل 1916 في كونسيل بلوفس في الولايات المتحدة، وتوفي في 26 يونيو 1981 في أوماها في الولايات المتحدة. نشط حزبياً في الحزب الجمهوري. وقد انتخب عضو مجلس النواب الأمريكي ‏.